# トーマス・マクドノー

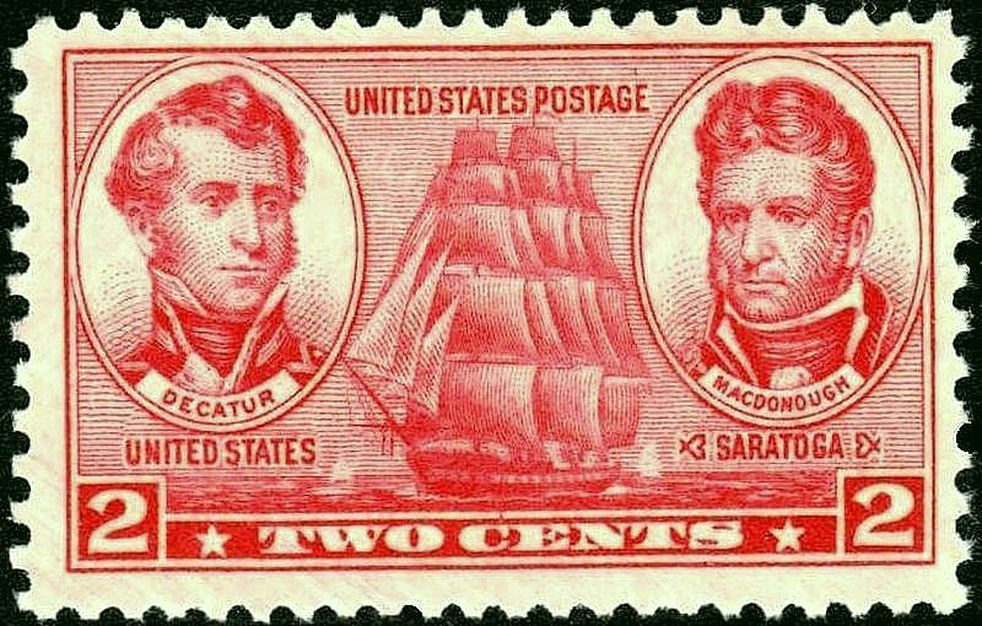
ディケーターとマクドノーを描いた2セント切手、1937年発行

トーマス・マクドノー (Thomas MacDonough, 1783年12月21日 - 1825年11月10日) は、アメリカ合衆国の軍人、海軍士官。彼は「プレブル・ボーイズ（第一次バーバリ戦争に従軍した海軍士官の小グループ）」の主要メンバーであった。その注目すべき業績は米英戦争におけるシャンプレーン湖の戦いでの勝利である。

## 生い立ちと初期の経歴
マクドノーの父親、トーマス・マクドノー少佐はデラウェア州ニューキャッスル郡で著名な医師であり、「トラップ」と呼ばれる農場に暮らしていた。1775年に陸軍に入隊し、少佐に任命された。マクドノー少佐は陸軍を早くに退役し、トラップに戻った。アメリカ合衆国が独立すると、彼は判事に任命され、1976年の死まで職を務めた。彼は何人かの子供をもうけ、そのうちの3人は息子であった。
トーマス・マクドノー・ジュニアはデラウェア州ニューカッスル郡、現在のデラウェア州マクドノーに生まれる。兄弟のジェームズが1799年末もしくは1800年初めに、フランスとの擬似戦争に従軍し脚を失って帰ってきたとき、コネチカット州ミドルタウンで事務員として働いていた。彼はデラウェアの上院議員ラティマーの助けを得て合衆国海軍へ入隊し、1800年2月5日、16歳で少尉候補生となる。海軍に入隊する前に、トーマス・マクドノーは姓の綴りを「McDonough」から「Macdonough」へ変えたが、その理由は不明である。
マクドノーは士官候補生として1800年5月15日に24門コルベットのガンジス (USS Ganges) に乗り組んだ。ガンジスは西インド諸島に向けて出航し、そこで5月から9月の間に3隻のフランス船を拿捕した。翌年、アメリカとフランスの間で停戦が成立すると、マクドノーは1801年10月20日に38門艦のコンステレーション (USS Constellation) に配属された。コンステレーションは地中海への巡航へ向かう直前であった。

## 第一次バーバリ戦争
コンステレーションに乗り組んだマクドノーは第一次バーバリ戦争の間、トリポリに対する攻撃に参加した。その後1803年に38門艦のフィラデルフィア (USS Philadelphia) に転属となる。フィラデルフィアはトリポリ側に捕らえられるが、マクドノーは当時上陸許可により艦を離れていた。彼は10月31日に12門のスループ、エンタープライズ (USS Enterprise) に配属され、スティーヴン・ディケーター大尉の指揮下に入る。マクドノーは1804年2月6日のトリポリ港における夜襲に志願し、フィラデルフィアの破壊に成功した。

## 戦間期
夜襲の成功で大尉に戦時昇進したマクドノーは、16門のスクーナー、サイレン (USS Syren) に乗り組んだ。その後彼はアイザック・ハルがコネチカット州ミドルタウンで砲艦の建設を監督するのを助けた。1806年1月には正式に大尉に昇進、18門艦のワスプ艦長としてイギリスおよび地中海周辺で活動し、1807年から1808年には大西洋の封鎖に従事した。1810年から1812年までマクドノーはインドへ向かうイギリス商船の船長として2年間の休暇を得た。

## 米英戦争
米英戦争の直前、マクドノーはコンステレーション (USS Constellation) 艦長として現役に復帰した。ワシントンD.C.で装備を調えると前線への配属を志願し、砲艦の防御するメイン州ポートランドに配属された。10月にはバーモント州バーリントンに配属、シャンプレーン湖の艦隊を指揮する。
1813年6月2日、マクドノーはシドニー・スミス大尉をグロウラー (USS Growler) で、ルーミス航海長をイーグル (USS Eagle) で、カナダとの国境にあるリシュリュー川に派遣、警備に当たらせた。スミス大尉は命令に反してイギリス側に侵入し、気がつくとイギリス艦隊に圧倒されていた。4時間の戦闘の後、スミスはやむを得ず引き返した。
マクドノーは1813年7月24日に司令官に昇任した。

## 後年の経歴

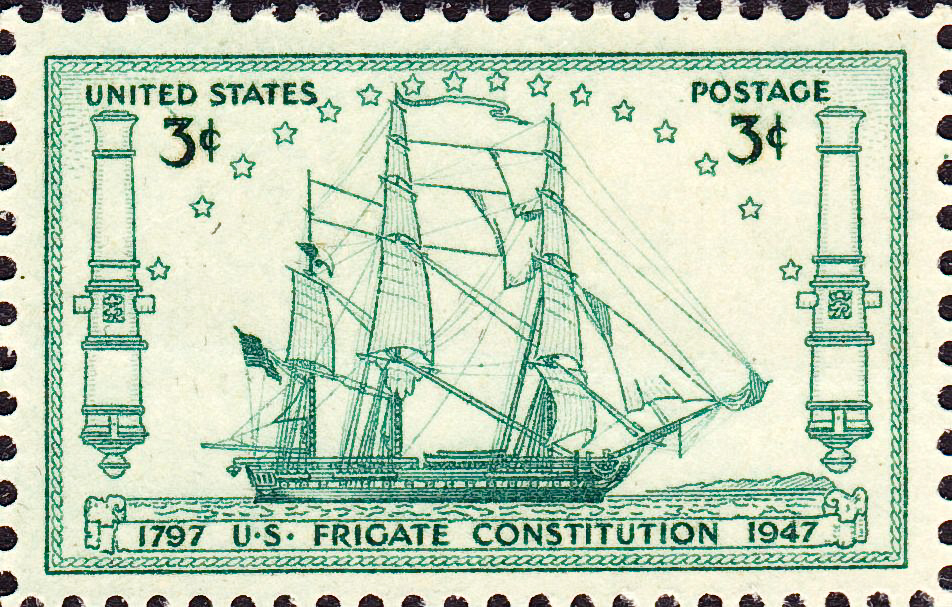
USS コンスティチューション, 150周年記念の3セント切手、1947年発行